# Iron Maiden (píseň)
"Iron Maiden" je poslední skladba z eponymního debutového studiového alba anglické heavy metalové skupiny Iron Maiden Iron Maiden z roku 1980. Skladba také vyšla na EP The Soundhouse Tapes a napsal ji baskytarista Steve Harris.

## Sestava
- Paul Di'Anno - zpěv
- Dave Murray - kytara
- Dennis Stratton - kytara, doprovodný zpěv
- Steve Harris - baskytara, doprovodný zpěv
- Clive Burr - bicí